# Garrulaxe à huppe blanche
Garrulax leucolophus
Espèce
Statut de conservation UICN

 LC  : Préoccupation mineure
Le Garrulaxe à huppe blanche (Garrulax leucolophus) est une espèce de passereaux de la famille des Leiothrichidae.

## Répartition
Son aire s'étend de l'Uttarakhand à travers l'Himalaya, le nord-est de l'Inde et l'Indochine.

## Description
Le garrulaxe à huppe blanche mesure environ 30 cm et pèse de 110 à 130 g.
Mâle et femelle ont même plumage. Il est brun sauf sur la tête, la poitrine et le cou qui sont blanc ; l’œil est traversé par un large trait noir.
En dehors des nidifications, il se déplace en bande de 12 à 40 oiseaux.
Ses cris ressemblent à de puissants éclats de rires.

## Habitat
Il vit dans les forêts à larges feuilles permanentes, dans les boisements secondaires en cours de régénération, dans les zones de broussailles, les jungles de bambous et les terres cultivées abandonnées.
Il s'installe parfois dans les plantations et les jardins proche des zones boisées.

## Nutrition
Le garrulaxe à huppe blanche est insectivore.
Il se nourrit essentiellement d'insectes donc des coléoptères (familles des buprestidés, élatéridés, rutélidés, passalidés et cerambycidés).
Il mange aussi des araignées, des mollusques, des baies et des graines ; les petits lézards, le pollen et le nectar font également partie du menu.

## Reproduction
Le garrulaxe à huppe blanche peut se reproduire dès 2 ans.
La saison des amours va de février à septembre. 
Il construit un nid qu'il place entre 2 et 6 mètres dans un arbuste ou un buisson avec des herbes grossières, des bambous, des feuilles mortes, des brindilles, des racines, de la mousse... Dans ce nid en forme de coupe sommaire, large et peu profonde la femelle dépose de 2 à 6 œufs bleu verdâtre.Les deux parents couvent à tour de rôle puis après l'éclosion au bout d'environ 14 jours, nourrissent les oisillons.

## Galerie

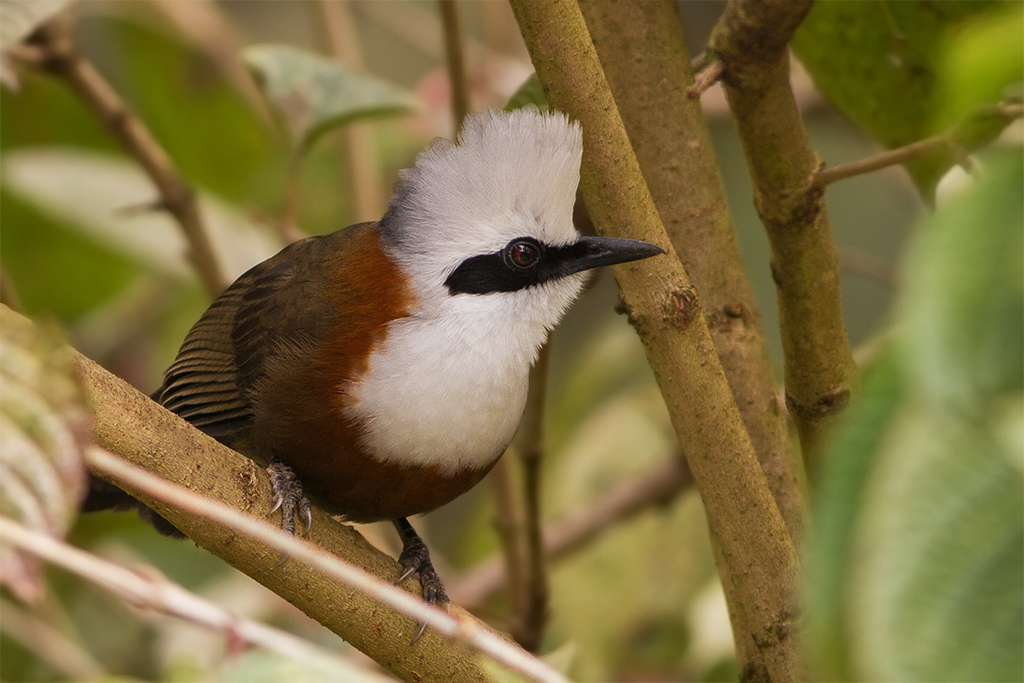
Individu photographié dans le sanctuaire de la vie sauvage de Pangolakha

## Évocation artistique
Le compositeur Olivier Messiaen s'est inspiré de son chant dans l'une des pièces de ses oiseaux exotiques, écrites entre 1955 et 1956